# Diazoma
Diazoma (altgriechisch διάζωμα „Gürtel“) bezeichnet im griechischen Theater einen der breiten Rundgänge, der die Sitzreihen in zwei oder drei Zonen (Ränge) gliederte. Im römischen Theaterbau war der entsprechende Begriff praecinctiones oder auch balteus.
Die etwa 1,80 m breiten Gänge waren hinten durch eine etwa 90 cm hohe Mauer abgeschlossen, über der sich der nächste Rang erhob. Später bezeichnete praecinctio auch den Rang selbst.